# Kaloň pobřežní
Kaloň pobřežní (Pteropus hypomelanus) je středně velký kaloň, který je hojný na ostrovech Jihovýchodní Asie.

## Popis
- délka těla: 18,3 až 24,0 cm
- rozpětí křídel: 1,21 m
- hmotnost: 0,2-0,5 kg

Kaloň pobřežní je středně velký kaloň, samci jsou asi o 100 g těžší než samice. Od dalších kaloňů rodu Pteropus se odlišuje lysými holeněmi, trup i hlava jsou celé osrstěné, na hřbetě je srst velmi krátká, na břiše delší. Zbarvení je v rámci druhu proměnlivé - hlava bývá černohnědá, ale může být i žlutavěhnědá. Srst na hřbetě mívá různé odstíny hnědé až červenohnědé, některé poddruhy jsou však šedě zbarvené. Břicho je zlaté, krémové nebo smetanové.

## Rozšíření a početnost
Kaloň pobřežní je rozšířený v Indoaustralské oblasti až do 900 m n. m., i když jen zřídka se vyskytují daleko od pobřeží. Žijí na Malajském poloostrově, v Kambodže i ve Vietnamu, na Filipínách, Šalomounových ostrovech a mnoha indonéských ostrovech, s výjimkou Jávy a Malých Sund. Areál zasahuje až na Novou Guineu.
Obývají lesy na malých a středně velkých ostrovech, žije v mangrovových porostech, širokolistých lesích, kokosových hájích a také v sadech a na plantážích.

## Biologie
Kaloni pobřežní žijí v koloniích, které mohou čítat až 70 jedinců. Kolonie bývají v mangrovových porostech nebo i na jiných stromech, kde kaloni během dne odpočívají zavěšeni na větvích.
V noci se vydávají za potravou. Mohou zalétávat i do vnitrozemí, nicméně žádný kaloň pobřežní nikdy nebyl odchycen dále, než 8 km od kolonie. Létají asi 30 m nad zemí a ostrým zrakem a čichem pátrají po vhodné potravě - jsou frugivorní a krmí se hlavně ovocem, ale také pylem a nektarem z květů, listy a kůrou. Za jedinou noc zkonzumují množství plodů, které se rovná polovině jejich hmotnosti.
Páří se od února do dubna, březost trvá 180 až 210 dní. Jediné mládě při narození váží desetinu hmotnosti své matky a zpočátku se drží matce na hrudi. Asi tři týdny matka létá i s mládětem, poté už je mladý kaloň příliš těžký a zůstává v kolonii s dalšími mláďaty. O měsíc později už může samo létat, ale na matce zůstává závislé 4-6 měsíců.
V zajetí se kaloň pobřežní dožívá až 9 let.

## Význam pro člověka
Kaloň pobřežní je, podobně jako ostatní kaloni, užitečný opylovač a pomáhá také šířit semena rostlin. V některých místech jsou loveni a konzumováni člověkem. Na druhou stranu je zřejmě jedním z rezervoárů viru Nipah , zoonózy, která u člověka způsobuje encefalitidu a může vést i ke smrti.

## Kaloň pobřežní v českých zoo
- ZOO Praha
- ZOO Ústí nad Labem